# Raveniopsis fraterna
Raveniopsis fraterna är en vinruteväxtart som beskrevs av Richard Sumner Cowan. Raveniopsis fraterna ingår i släktet Raveniopsis och familjen vinruteväxter. Inga underarter finns listade i Catalogue of Life.